# Церковь Пресвятой Богородицы (Газиантеп)
Церковь Пресвятой Богородицы (мечеть Куртулус) (арм. Սուրբ Աստուածածին Եկեղեցի; англ. Holy Mother of God Church; современное название тур. Kurtuluş Camii (мечеть Куртулус, что значит мечеть Освобождения); англ. Liberation Mosque) — армянская церковь, основанная в 1892 году, переделанная в тюрьму в 1920 году, а затем в мечеть в 1984 году, расположенная в центре города Газиантеп Турции.

## История
Здание было спроектировано османо—армянским архитектором султана Абдул-Хамида II Саркисом Баляном. 
В статье от 14 октября 2016 года в Independent журналист Роберт Фиск пишет о турецком городе Газиантеп и мечети «Освобождение», отмечая, что в 1915 году до 32 000 армян — почти всё христианское население из 36 000 человек города Антеп (бывшее название Газиантеп), — были депортированы в сирийские города Хама, Хомс, Селимия, Хауран и Дейр-эз-Зор. Церковь Пресвятой Богородицы, с её имуществом и сокровищами, была разграблена. 
Согласно историку Умиту Курту, церковь была опечатана 22 августа 1915 года, а всё, что находилось внутри, было помещено в большую конюшню. Затем движимое имущество оттуда продавалось с аукциона. Все церкви, принадлежащие армянам в Антепе, были закрыты 15 декабря 1915 года.
В 1920 году (по другим данным в 1930 году) церковь была переделана в тюрьму. В 1984 году тюрьма передана в дар Управлению по делам религий министерства юстиции Турции и названа мечетью «Куртулус». В настоящий момент входит в число исторических мечетей города.

## Устройство церкви/мечети
Церковь построена на площади 1100 квадратных метров и имеет высоту 30 метров от земли. Имеется 5 дверей. На стенах из тесаного камня располагаются стрельчатые арочные окна в первых двух рядах и круглые окна в верхнем ряду. Здание покрыто четырехскатной крышей. Архитектура частично отражает готический стиль в своих чертах.

## Галерея

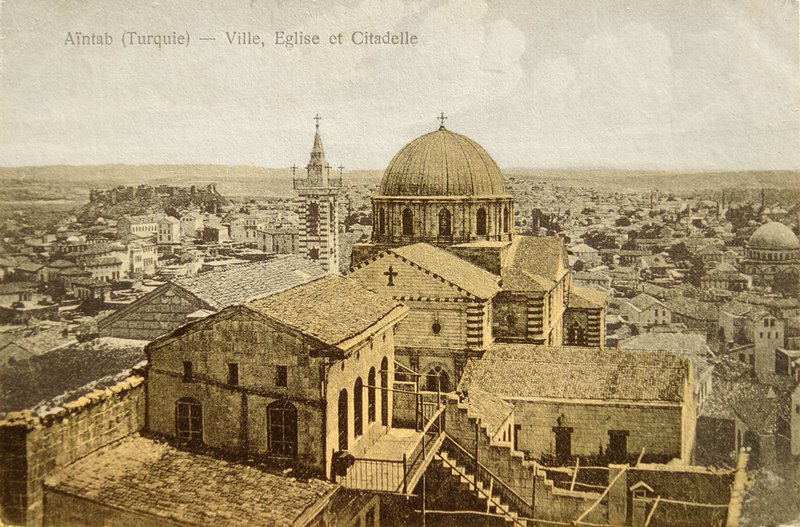
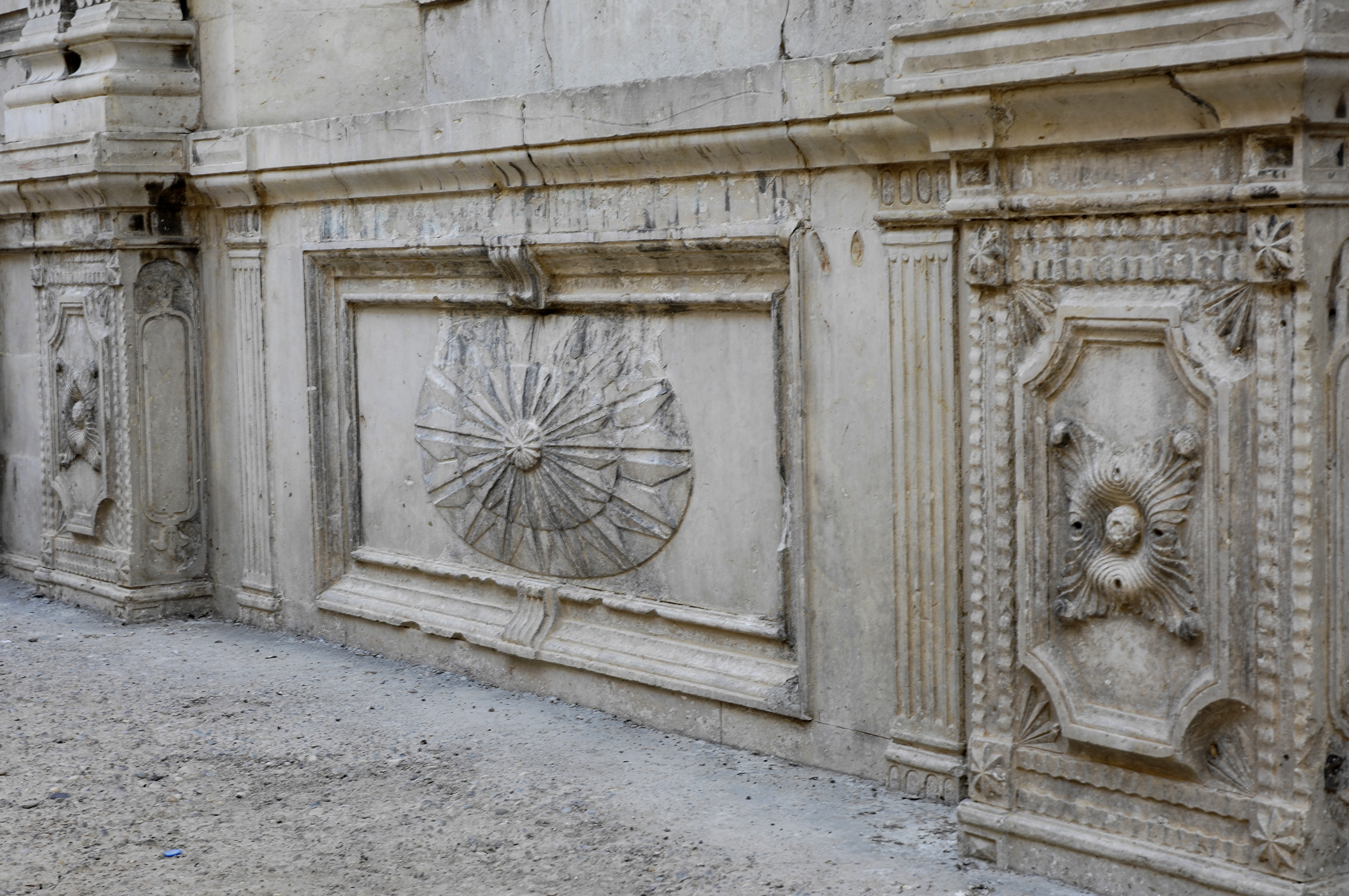
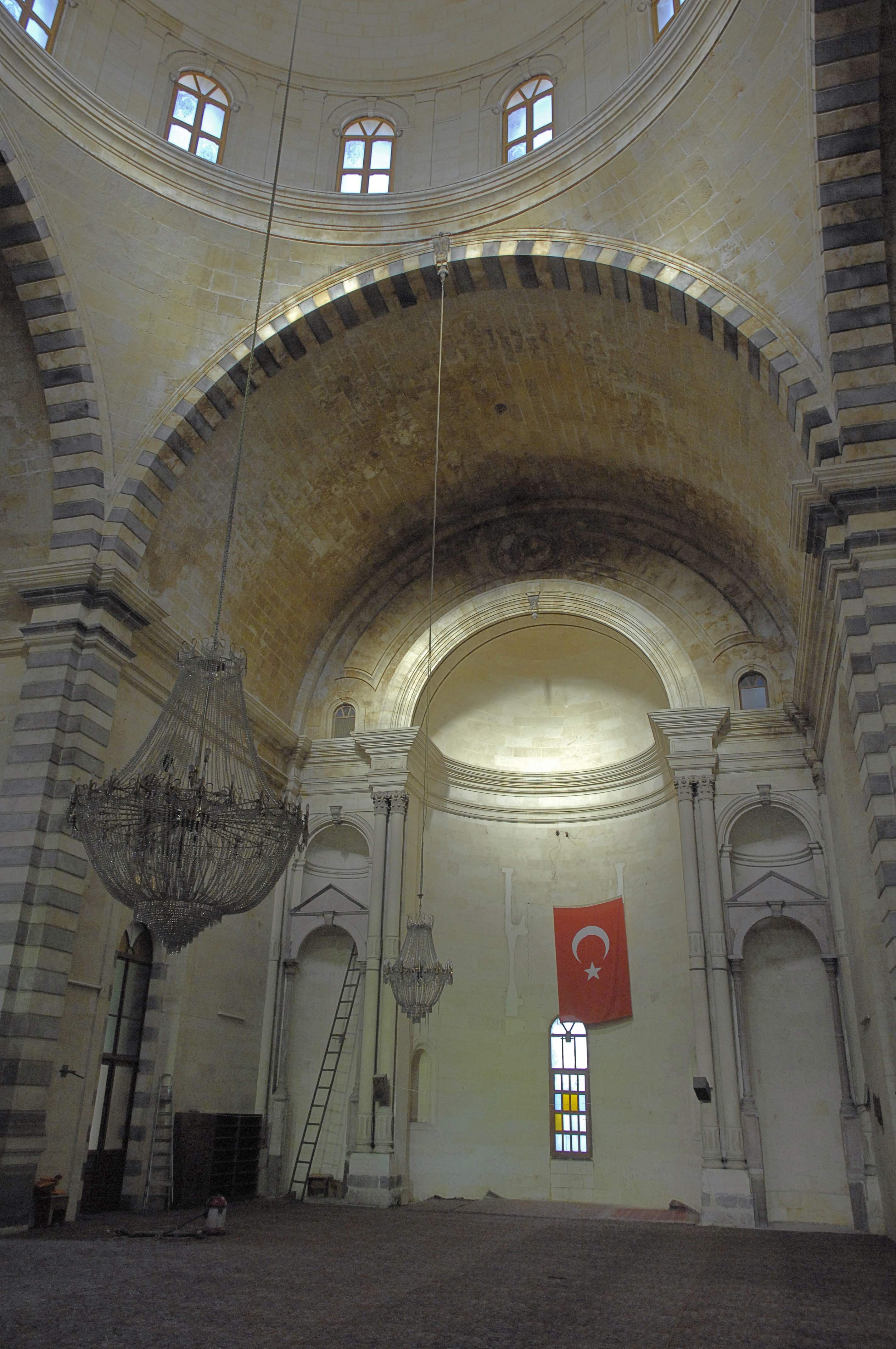
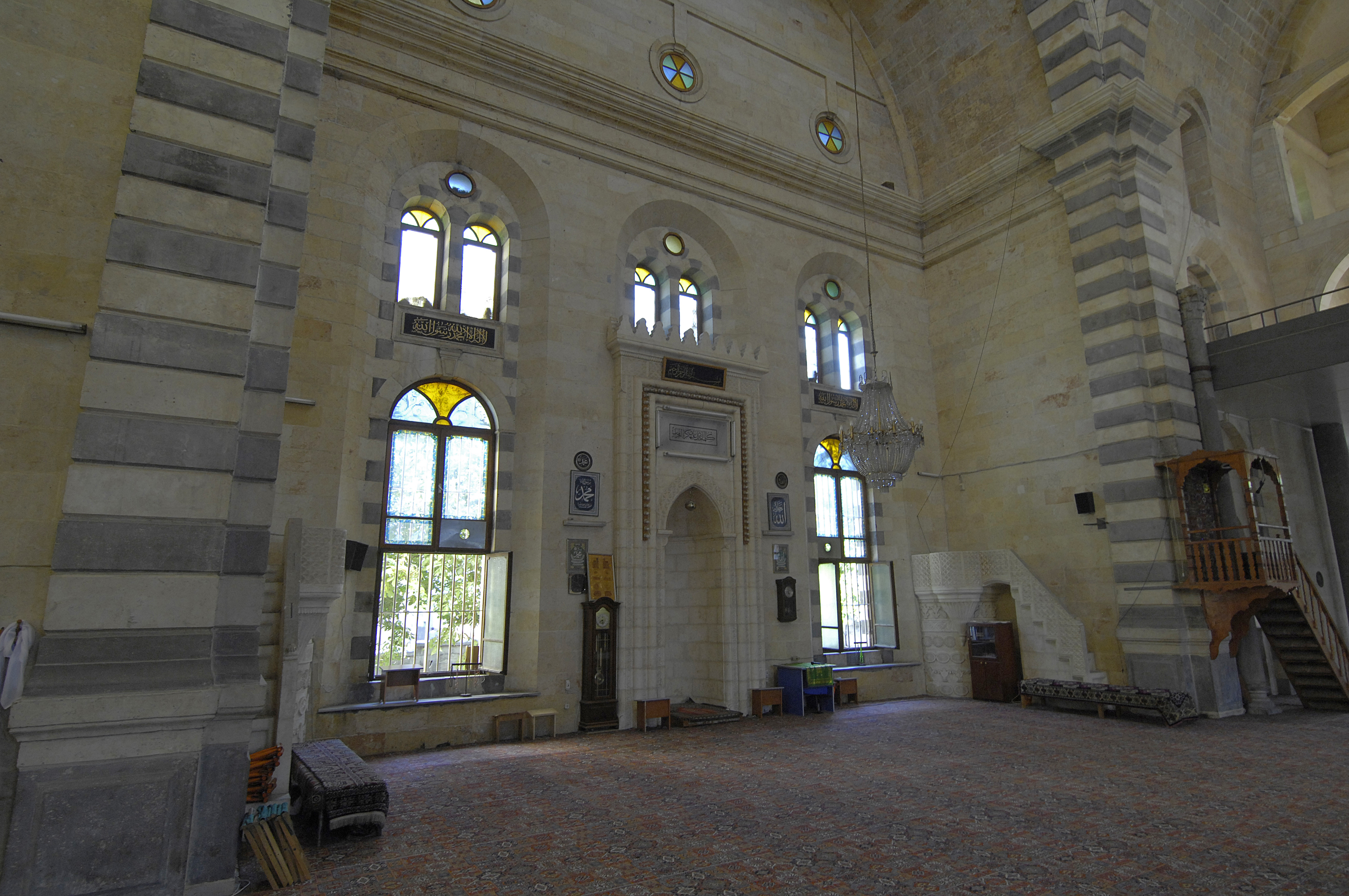
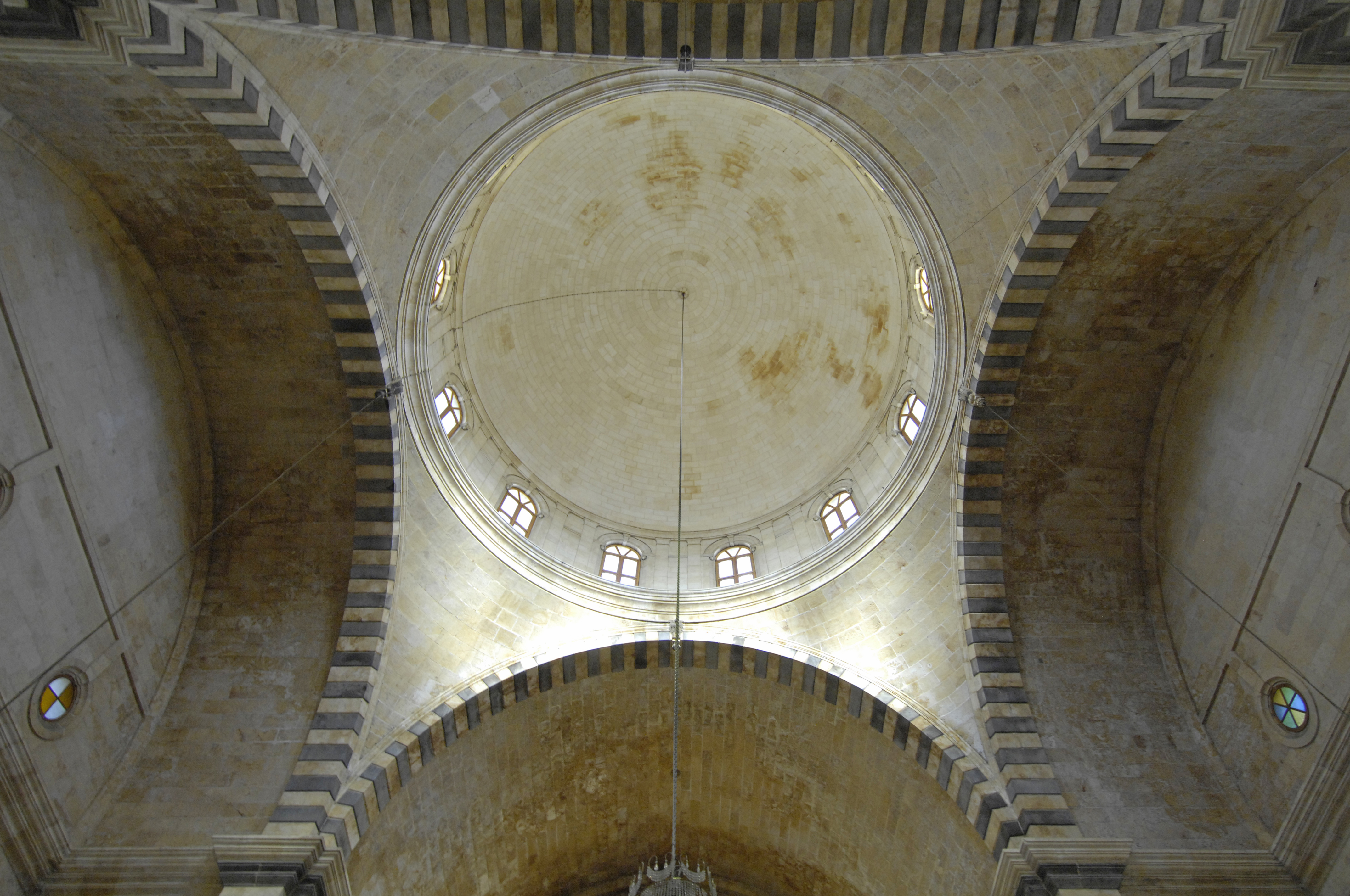
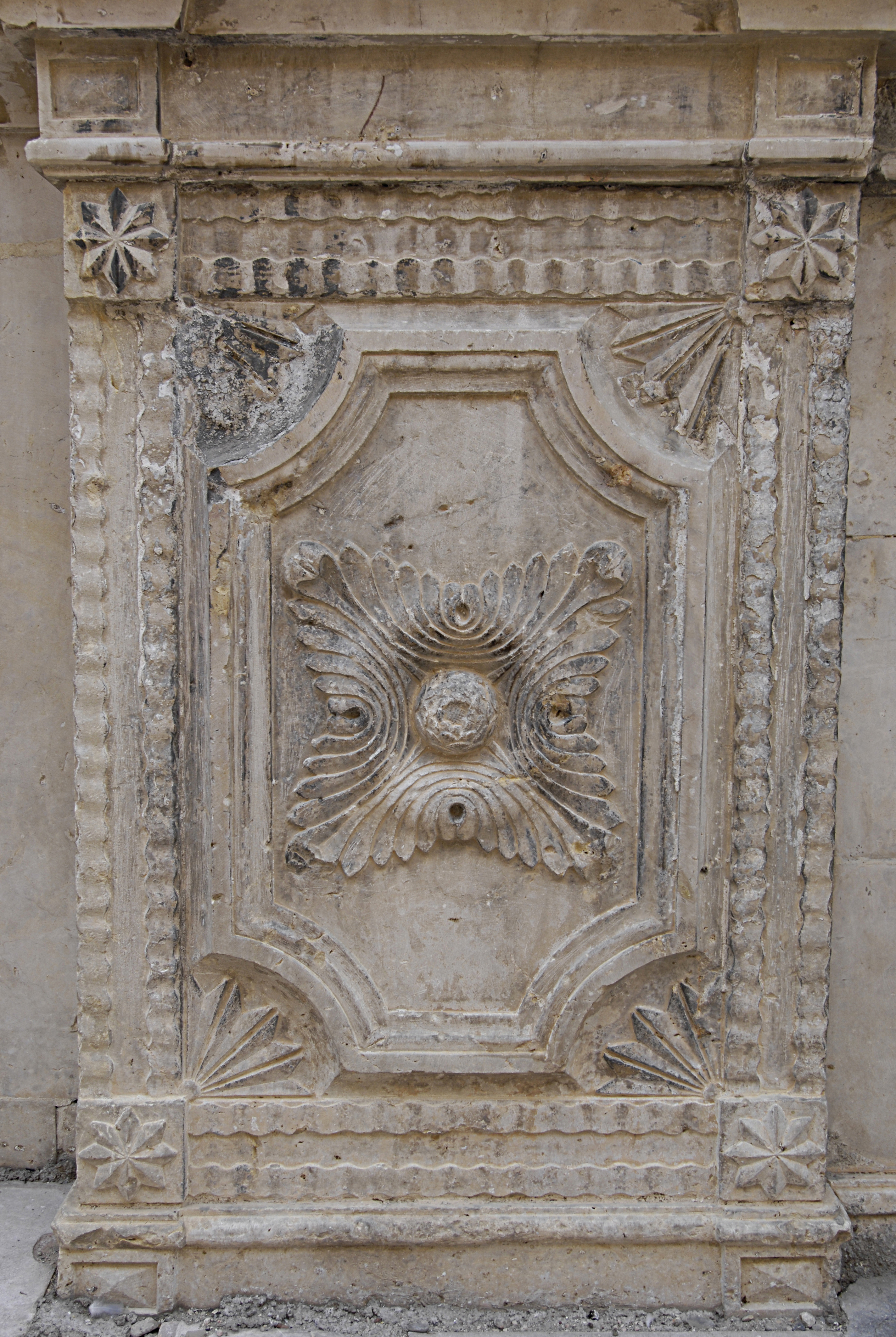
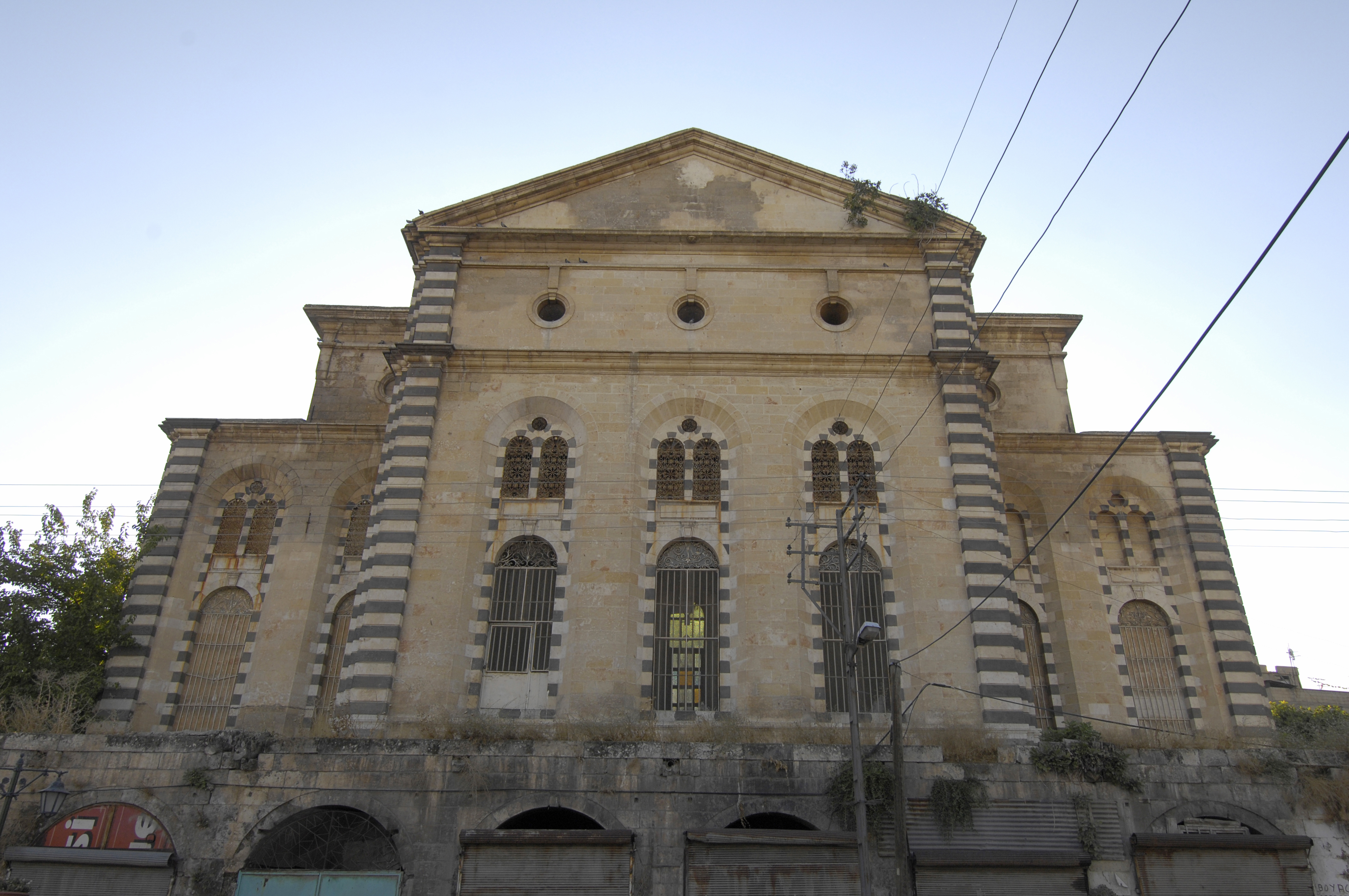
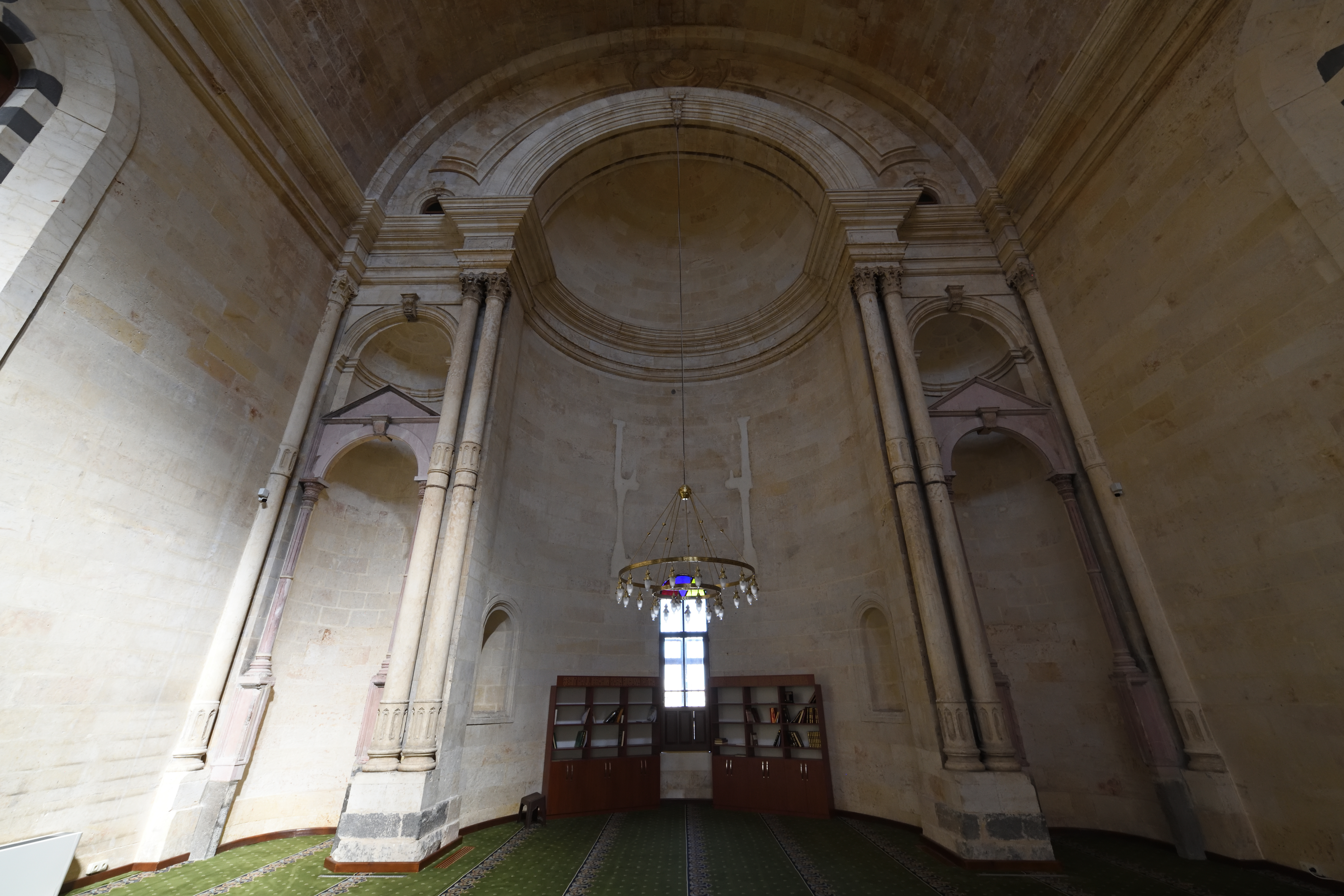
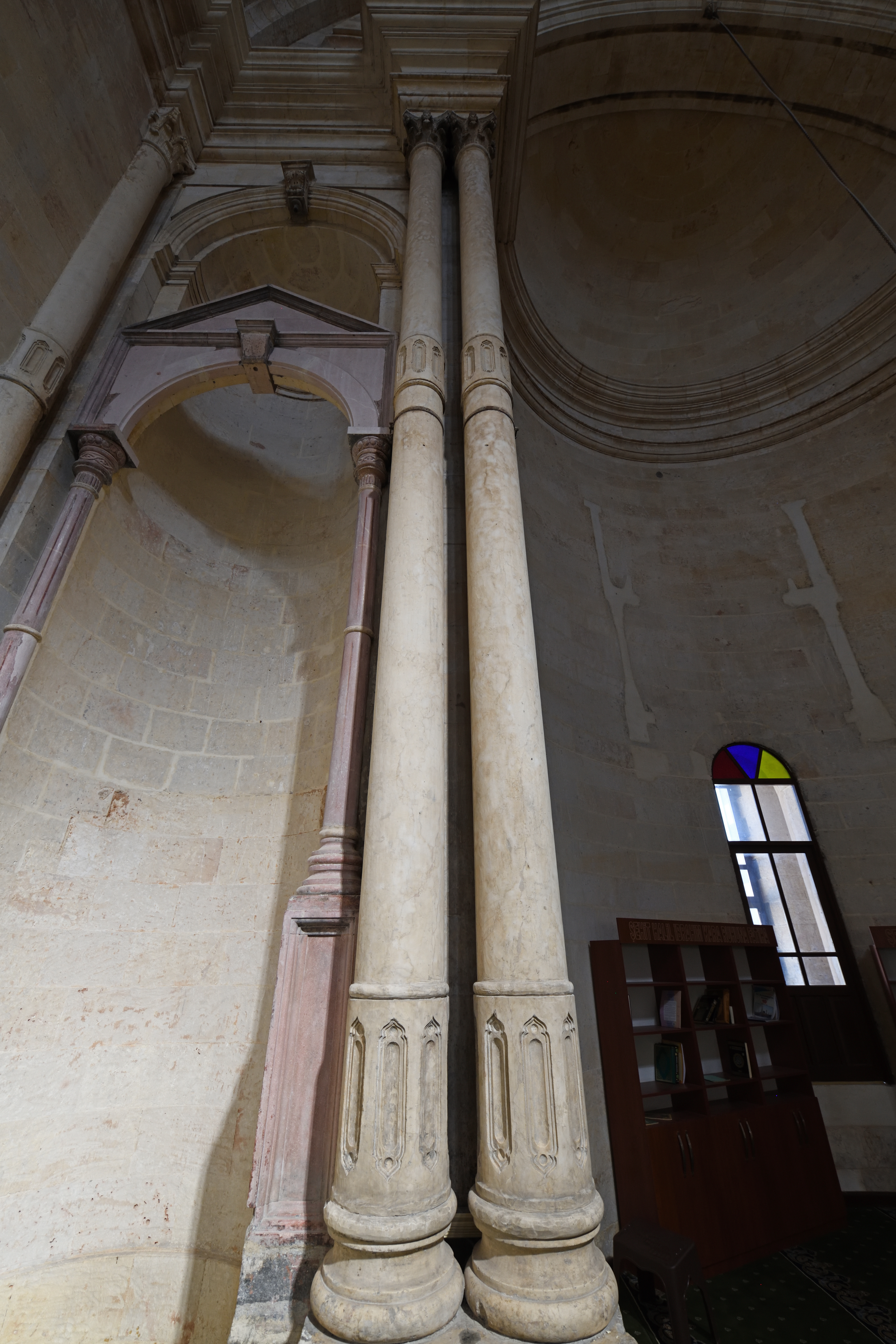
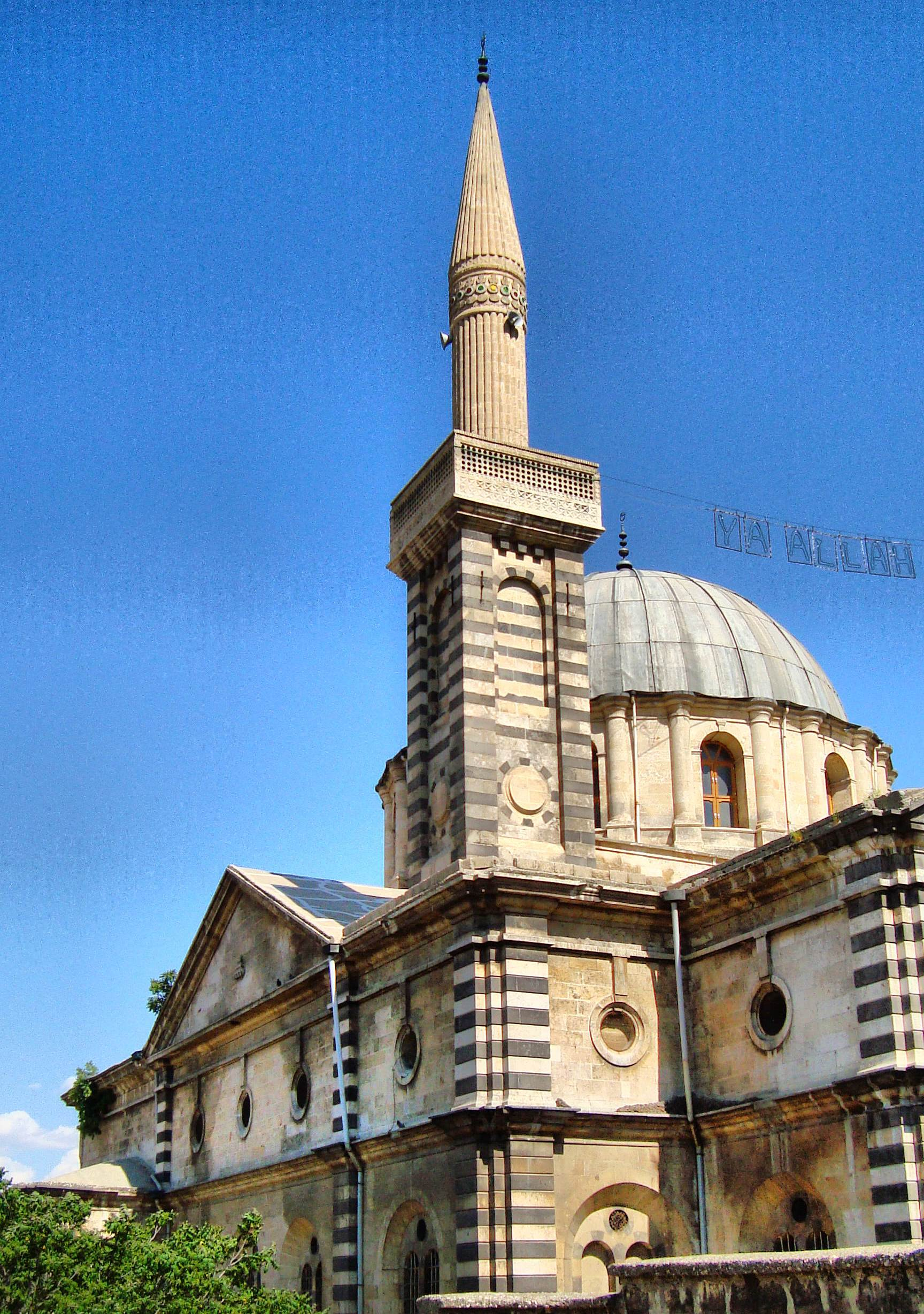
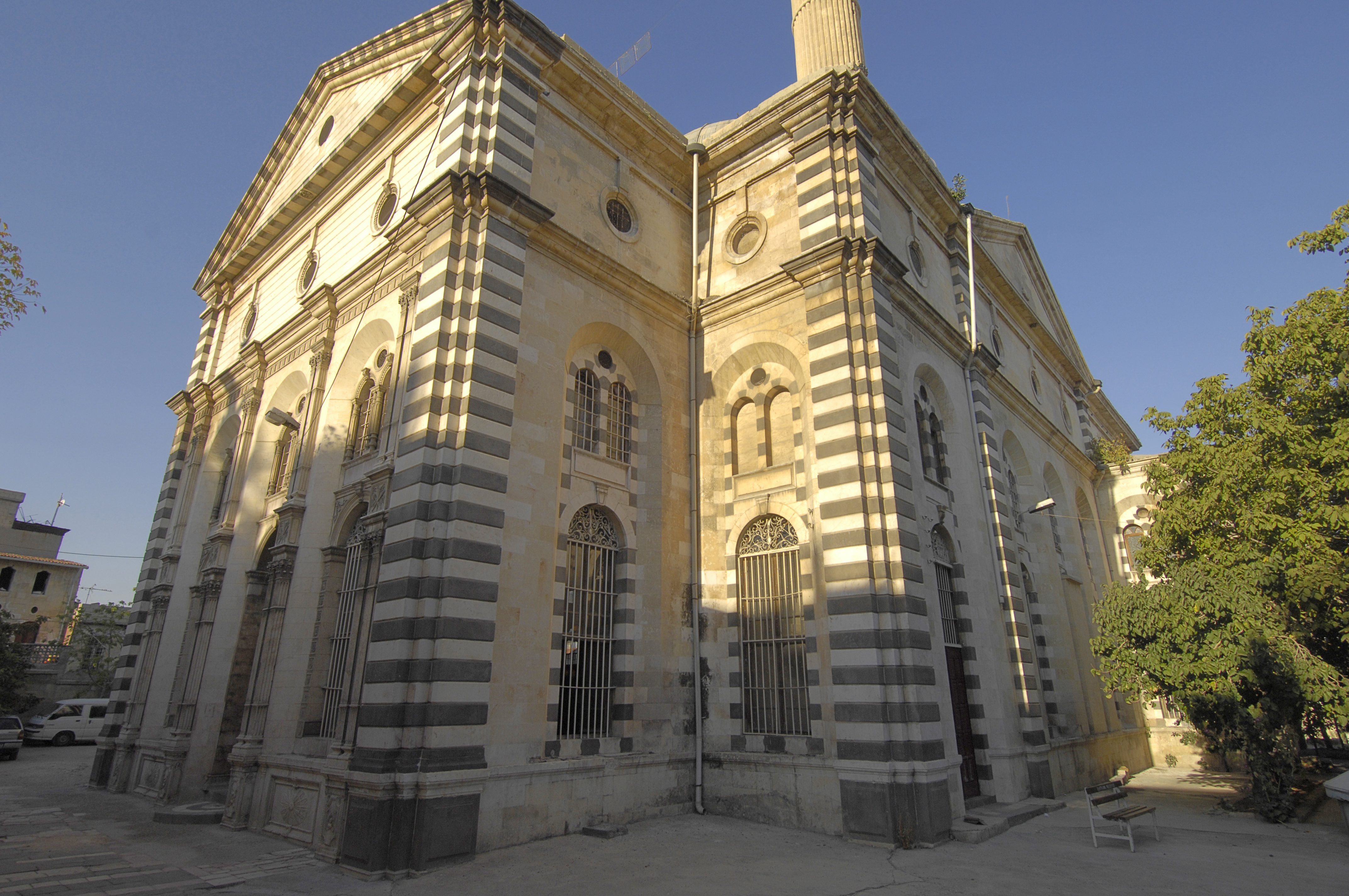